# Oleh Kyriujin
Oleh Stanislavovych Kyriujin –en ucraniano, Олег Станіславович Кирюхін– (Mariúpol, URSS, 25 de febrero de 1975) es un deportista ucraniano que compitió en boxeo.
Participó en los Juegos Olímpicos de Atlanta 1996, obteniendo una medalla de bronce en el peso minimosca. Ganó dos medallas en el Campeonato Europeo de Boxeo Aficionado, plata en 1996 y bronce en 1989.

## Palmarés internacional
| Juegos Olímpicos   | Juegos Olímpicos         | Juegos Olímpicos  | Juegos Olímpicos |
| Año                | Lugar                    | Medalla           | Categoría        |
| ------------------ | ------------------------ | ----------------- | ---------------- |
| 1996               | Atlanta (Estados Unidos) | Medalla de bronce | 48 kg            |
| Campeonato Europeo |                          |                   |                  |
| Año                | Lugar                    | Medalla           | Categoría        |
| 1996               | Vejle (Dinamarca)        | Medalla de plata  | 48 kg            |
| 1998               | Minsk (Bielorrusia)      | Medalla de bronce | 48 kg            |